# Троицкое (Сызранский район)
Троицкое — село в Сызранском районе Самарской области России. Административный центр сельского поселения Троицкое.

## География
Село находится в западной части Самарской области, в пределах Приволжской возвышенности, в лесостепной зоне, на правом берегу реки Тишерек, на расстоянии примерно 20 километров (по прямой) к северу от города Сызрани, административного центра района. Абсолютная высота — 109 метров над уровнем моря.
Климат
Климат характеризуется как умеренно континентальный. Среднегодовая температура — 4,7 °C. Средняя температура воздуха самого тёплого месяца (июля) — 20,8 °C (абсолютный максимум — 39 °C); самого холодного (января) — −11,7 °C (абсолютный минимум — −44 °C). Среднегодовое количество атмосферных осадков составляет 470 мм, из которых около 305 мм выпадает в период с апреля по октябрь. Снежный покров образуется в третьей декаде ноября и держится в течение 138 дней.
Часовой пояс
Село Троицкое, как и вся Самарская область, находится в часовой зоне МСК+1. Смещение применяемого времени относительно UTC составляет +4:00.

## История
Село основано в 1712 году кашпирским воеводой Семёном Константиновичем Дмитриевым.
Первоначально село называлось Семёновка-Дмитриево и было поделено Семёном Константиновичем Дмитриевым между сыновьями Яковом и Иваном, но со временем оба названия изменились, а две разные части села снова слились воедино.
В селе Димитриево-Богородское (Симоновка) был каменный храм, построен в 1730 г. помещиком Симеоном Константиновичем Дмитриевым. Престолов в нём три: главный (холодный) — в честь Казанской иконы Божьей Матери и в приделах (тёплый): в правом — во имя Святителя и Чудотворца Николая и в левом — в честь иконы Божьей Матери «всех скорбящих Радости». В селе Димитриево-Троицкое каменный храм, построен в 1730 г. помещицей Елизаветой Ивановной Димитриевой (вдова Якова Семёновича). Престолов в нём три: главный (холодный) — во имя Живоначальной Троицы и в приделах (тёплый) в южном — в честь Покрова Пресвятые Богородицы и в северном — во имя св. Апостола и Евангелиста Иоанна Богослова.
В 1780 году, при создании Симбирского наместничества, село Троицкое Дмитриево тож, помещиковых крестьян, из Симбирского уезда вошло в состав Сызранского уезда.
В XVIII веке существовало (разделилось) два села — Димитриево-Богородское (Симоновка) и Димитриево-Троицкое.
В 1859 году село Троицкое (Семеновка, Дмитриево) и село Богородское (Дмитриево), находились в 1-м стане, по почтовому тракту из г. Симбирска в г. Саратов, в Сызранском уезде Симбирской губернии.
В 1861 году Троицкое стал административным центром, образованный Троицкой волости, в которую вошли восемнадцать сёл.
В 1862 году при церкви Казанской иконы Божией матери была открыта школа, а при церкви Святой Живоначальной Троицы — в 1897 году. Это были начальные церковно- приходские училища. В 1924 году в Троицком построено типовое 1-этажное деревянное здание четырёхклассной начальной школы, в конце 1920 года она стала семилетней . В 1952 году школа стала средней.
14 марта 1918 года был образован Троицкий волостной исполнительный комитет рабочих и красноармейских депутатов.

## Население
| 2010 |
| ---- |
| 869  |

Половой состав
По данным Всероссийской переписи населения 2010 года в гендерной структуре населения мужчины составляли 45,9 %, женщины — соответственно 55,1 %.
Национальный состав
Согласно результатам переписи 2002 года, в национальной структуре населения русские составляли 89 % из 957 чел.

## Известные люди
- Боляев Иван Павлович (1907—1975) — советский учёный, доктор технических наук, профессор.
- Дмитриев Александр Иванович (1759—1798) — русский поэт, литератор, переводчик. Брат поэта и министра юстиции Ивана Дмитриева, друг Карамзина. Автор книг «Собрание писем Абеляра и Элоизы», «Поэмы древних бардов», «Лузияда».
- Дмитриев Иван Иванович (1760—1837) — русский поэт, баснописец, государственный деятель; представитель сентиментализма. Член Российской академии (1797)[10].
- Дмитриев Михаил Александрович (1796—1866) — русский поэт, критик, переводчик, мемуарист; племянник И. И. Дмитриева.
- Дмитриев Фёдор Михайлович (1829—1894) — историк права, публицист, профессор Московского университета; попечитель Санкт-Петербургского учебного округа; сенатор, тайный советник. Жил в селе.
- Захаров Пётр Иванович — Герой Советского Союза.
- Клименко Андрей Евтихиевич — председатель Всесоюзного совета евангельских христиан-баптистов с 1974 по 1985 год, старший пресвитер по Российской Федерации с 1979 по 1980 год, пресвитер Куйбышевской (ныне — Самарской) церкви ЕХБ.
- Здесь родилась Евдокия Гавриловна Дмитриева, тётка будущего баснописца и государственного деятеля Ивана Ивановича Дмитриева, мачеха историка Николая Карамзина.

## Галерея

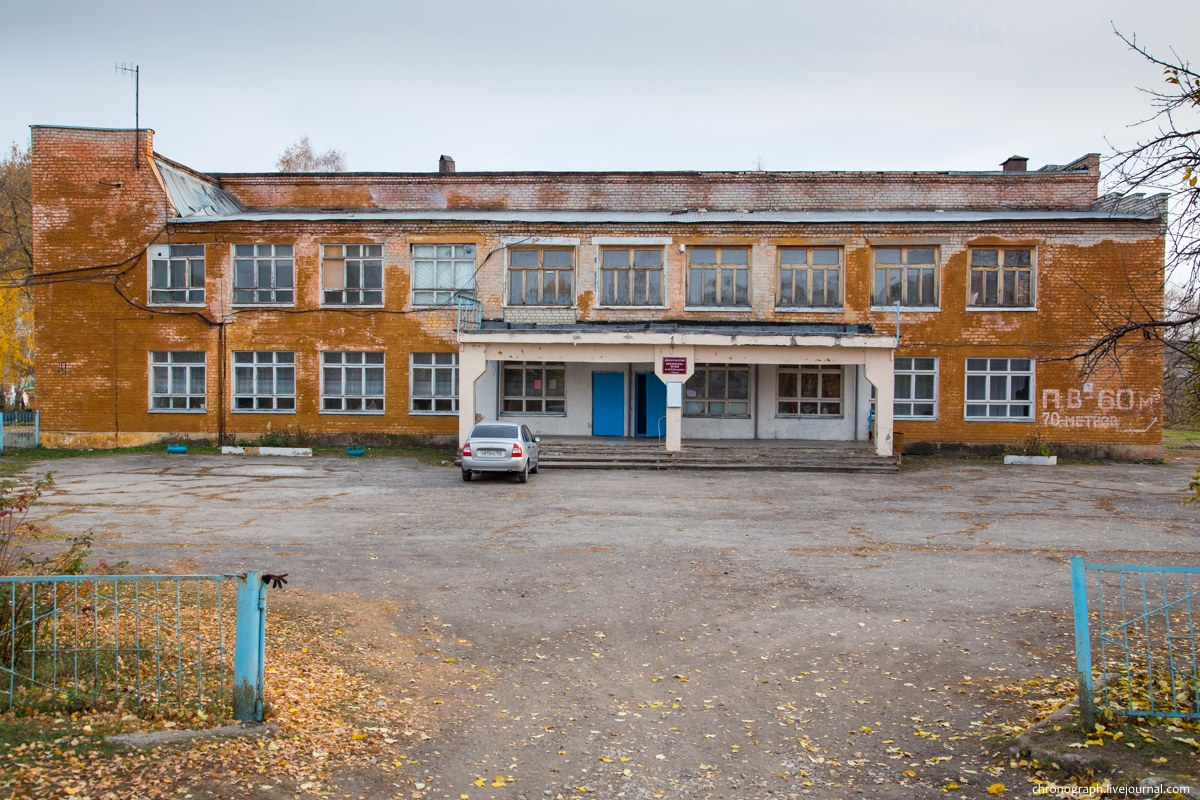
Дом культуры. Село Троицкое.
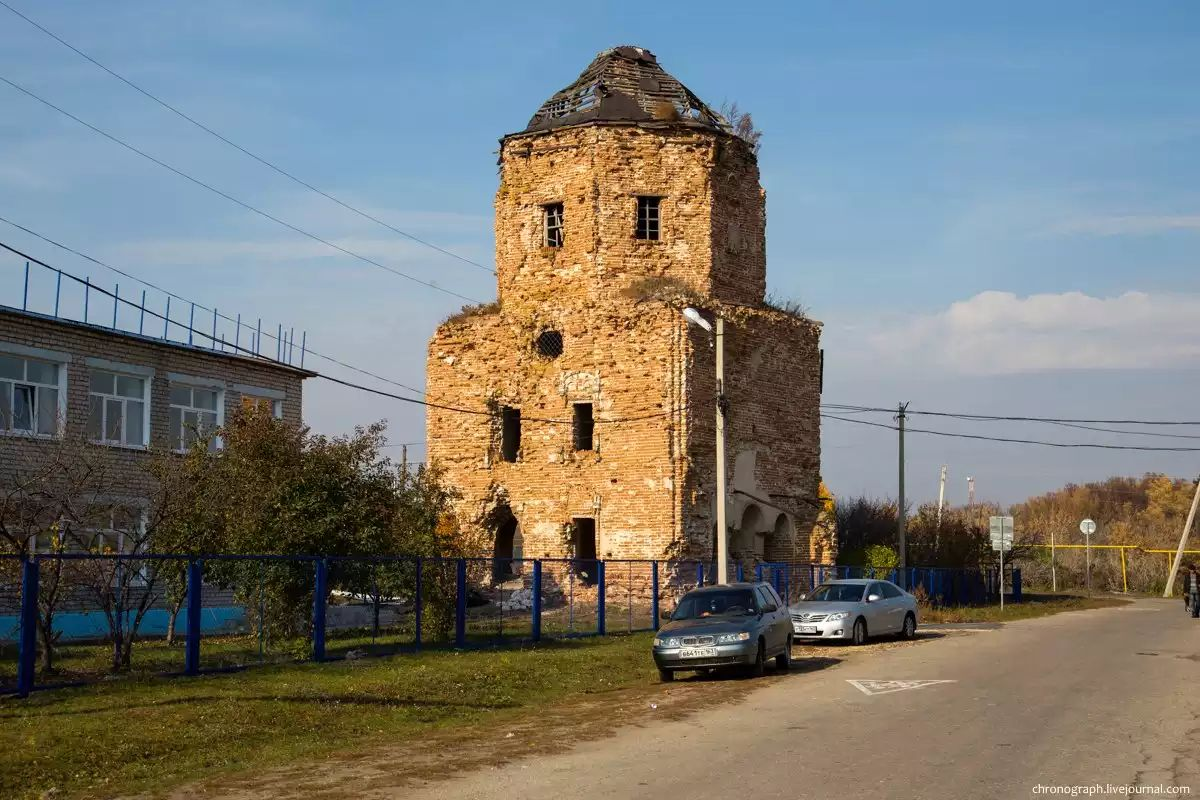
Рождественский храм. Село Троицкое.
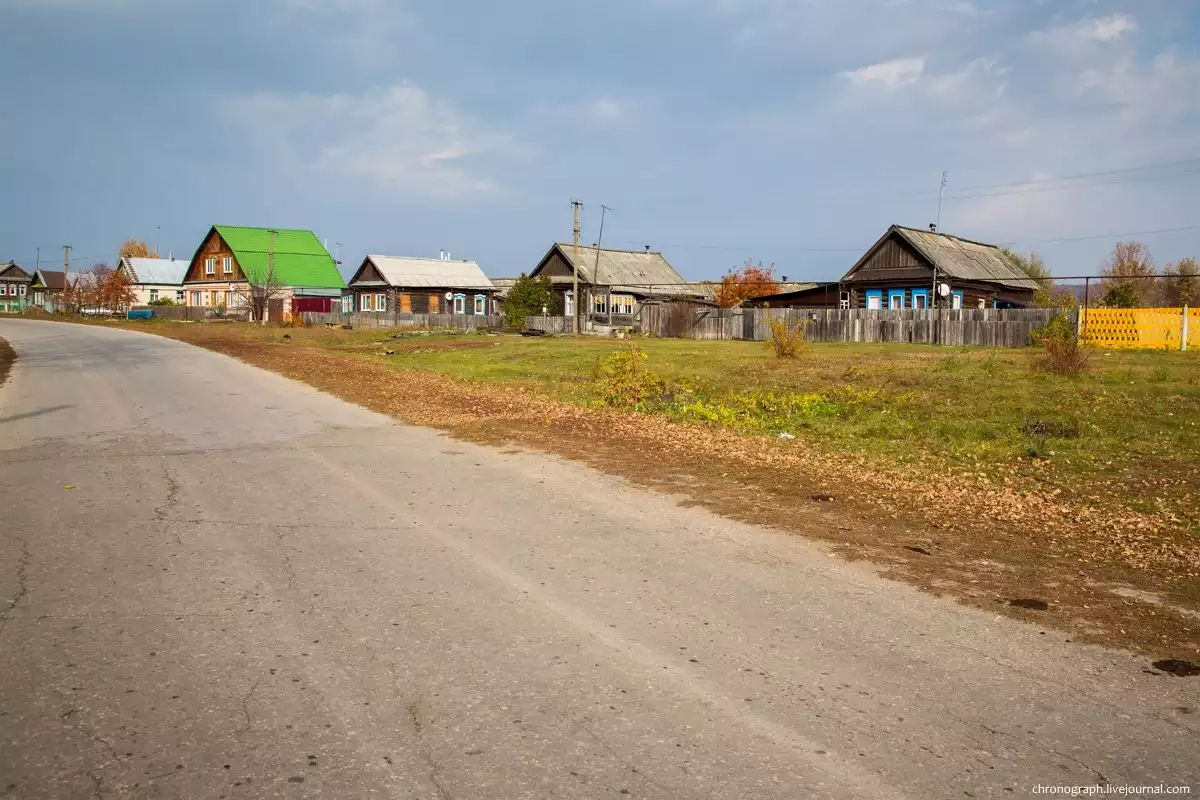
Ул. Заречная. Село Троицкое.
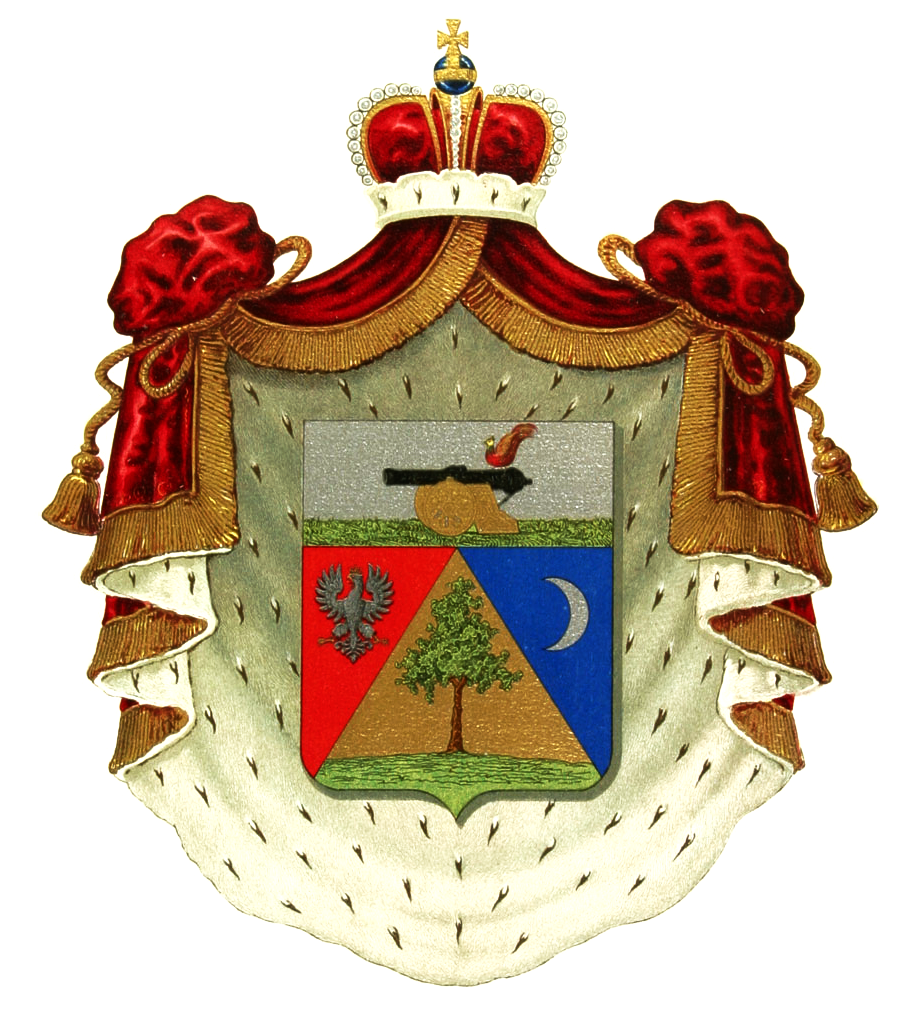
Герб  дворянского рода Дмитриевых (Димитриевых).
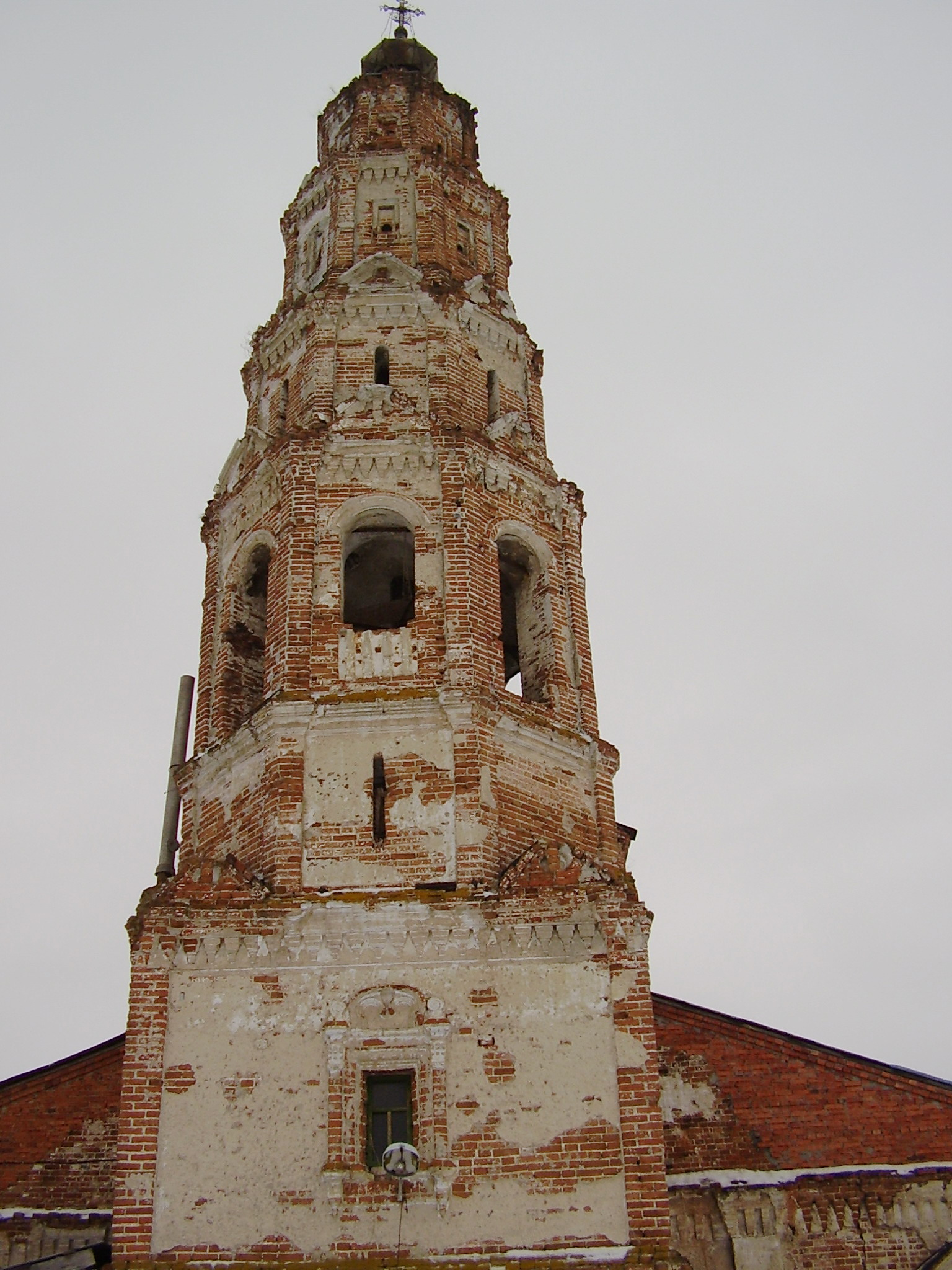
Церковь во имя Живоначальной Троицы с приделами Покрова Пресвятой Богородицы и во имя святого Иоанна Богослова. с. Троицкое.
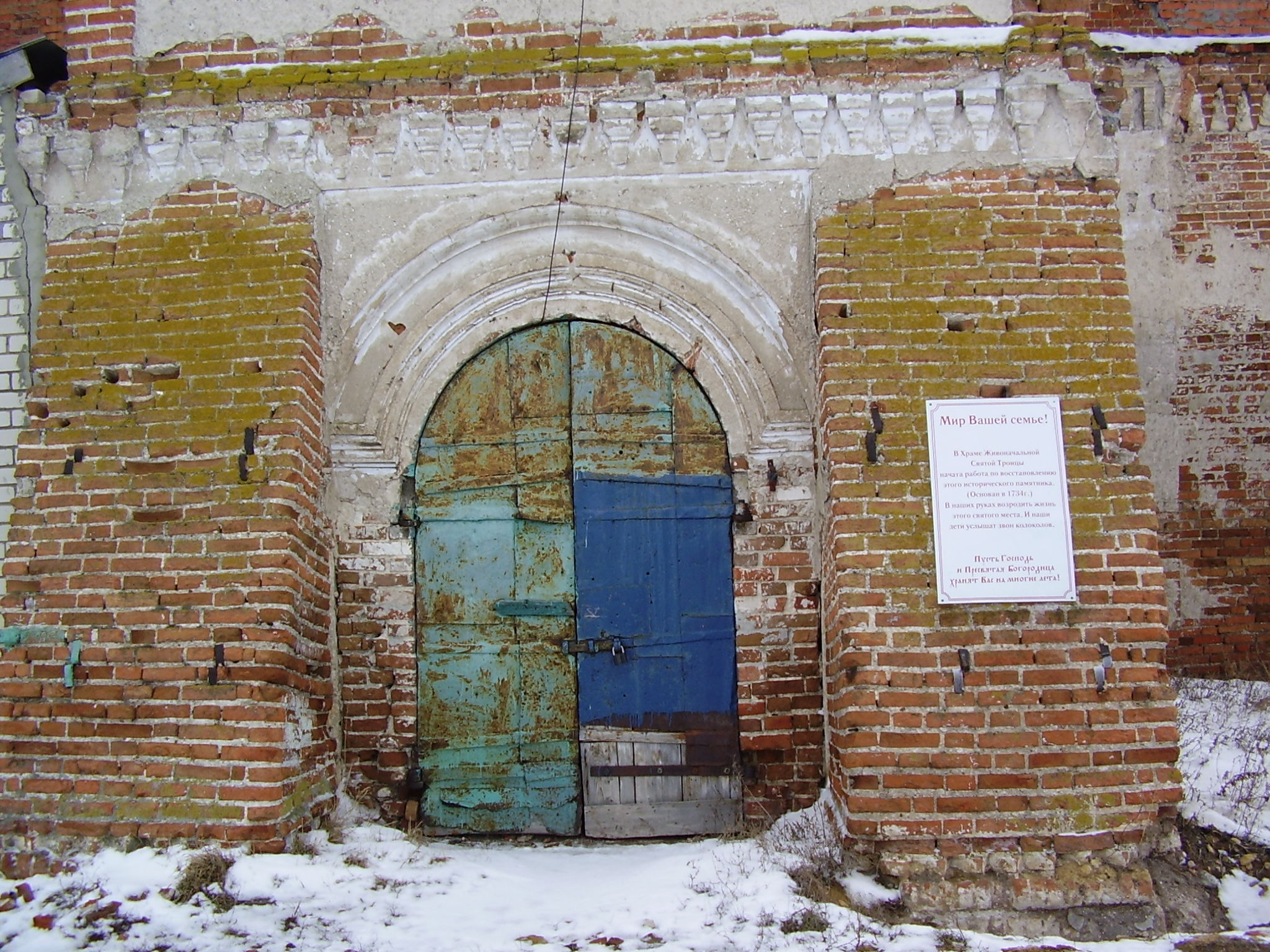
Храмовые ворота.